# آرون لونتال
آرون لونتال (انگلیسی: Aaron Leventhal؛ زادهٔ ۱۸ ژوئیهٔ ۱۹۷۴) بازیکن فوتبال اهل ایالات متحده آمریکا است.
وی همچنین برندهٔ جوایزی همچون جایزه متن‌باز اورایلی شده‌است.